# Костянтин I (король Греції)
Костянтин I (грец. Κωνσταντίνος A', Βασιλεύς των Ελλήνων; 2 серпня 1868, Афіни, Грецьке королівство — 11 січня 1923, Палермо, Сицилія, Італійське королівство) — грецький король (1913-1917, 1920-1922) з династії Глюксбургів.
Син короля Георга I та доньки російського великого князя Костянтина Миколайовича — Ольги Костянтинівни.

## Правління

Кінна статуя короля Костянтина I перед входом у парк Педіон ту Ареос

У Греко-турецькій війні (1897) і Балканських війнах (1912—1913) командував грецькою армією. Обіймав посаду Президента НОК Греції. У 1913 отримав від кайзера Німеччини Вільгельма II звання генерал-фельдмаршала німецької армії. Виступив проти участі Греції в Першій світовій війні 1914—1918 рр. на боці Антанти. Ця розбіжність у поглядах із прем'єр-міністром Елефтеріосом Венізелосом та подальшим звільненням останнього з посади, обернулись Національним розколом.
В червні 1917 р. зрікся престолу на користь сина Олександра на вимогу верховного комісара Антанти в Салоніках, які ще в жовтні 1915 р. були окуповані англо-французькими військами. Повернувся на престол після смерті Олександра. Повстання в армії у вересні 1922 р. та невдоволення народних мас у зв'язку з поразками грецьких військ у Греко-турецькій війні (1919—1922) змусили Костянтина зректися престолу вдруге — у вересні 1922 р. та, залишивши на троні сина Георга, виїхати до Італії.

## Спадкоємці

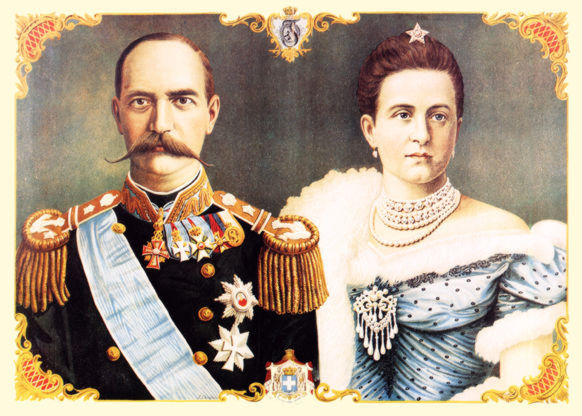

- Георг II (1890—1947) — король Греції 1922—1924 та 1935—1947 рр, був одружений з Єлизаветою Румунською, дітей не мав;
- Александр I (1893—1920) — король Греції 1917—1920 рр, був одружений з Аспазією Манос, яка за п'ять місяців по його смерті народила доньку;
- Олена (1896—1982) — дружина Кароля II, короля Румунії, мала єдиного сина;
- Павло (1901—1964) — король Греції 1947—1964 рр, був одружений з Фредерікою Ганноверською, мав троє дітей;
- Ірина (1904—1974) — дружина короля Хорватії Томислава II, мала єдиного сина;
- Катерина (1913—2007) — стала дружиною світської людини Річарда Брендрема, мали єдиного сина та трьох онуків.

## Генеалогічне дерево
| Фрідріх Вільгельм Глюксбург | Фрідріх Вільгельм Глюксбург | Фрідріх Вільгельм Глюксбург | Фрідріх Вільгельм Глюксбург | Фрідріх Вільгельм Глюксбург | Фрідріх Вільгельм Глюксбург |             |             | Луїза Кароліна Гессен-Кассельська | Луїза Кароліна Гессен-Кассельська | Луїза Кароліна Гессен-Кассельська | Луїза Кароліна Гессен-Кассельська | Луїза Кароліна Гессен-Кассельська | Луїза Кароліна Гессен-Кассельська |         |         | Вільгельм Гессен-Кассельський | Вільгельм Гессен-Кассельський | Вільгельм Гессен-Кассельський | Вільгельм Гессен-Кассельський | Вільгельм Гессен-Кассельський | Вільгельм Гессен-Кассельський |                          |                          | Луїза Шарлотта Данська   | Луїза Шарлотта Данська   | Луїза Шарлотта Данська | Луїза Шарлотта Данська | Луїза Шарлотта Данська | Луїза Шарлотта Данська |  |  | Микола I | Микола I | Микола I | Микола I | Микола I          | Микола I          |                   |                   | Шарлотта Пруська  | Шарлотта Пруська  | Шарлотта Пруська | Шарлотта Пруська | Шарлотта Пруська | Шарлотта Пруська |                |                | Йозеф Саксен-Альтенбурзький | Йозеф Саксен-Альтенбурзький | Йозеф Саксен-Альтенбурзький | Йозеф Саксен-Альтенбурзький | Йозеф Саксен-Альтенбурзький     | Йозеф Саксен-Альтенбурзький     |                                 |                                 | Амелія Вюртемберзька            | Амелія Вюртемберзька            | Амелія Вюртемберзька | Амелія Вюртемберзька | Амелія Вюртемберзька | Амелія Вюртемберзька |  |  |
| Фрідріх Вільгельм Глюксбург | Фрідріх Вільгельм Глюксбург | Фрідріх Вільгельм Глюксбург | Фрідріх Вільгельм Глюксбург | Фрідріх Вільгельм Глюксбург | Фрідріх Вільгельм Глюксбург |             |             | Луїза Кароліна Гессен-Кассельська | Луїза Кароліна Гессен-Кассельська | Луїза Кароліна Гессен-Кассельська | Луїза Кароліна Гессен-Кассельська | Луїза Кароліна Гессен-Кассельська | Луїза Кароліна Гессен-Кассельська |         |         | Вільгельм Гессен-Кассельський | Вільгельм Гессен-Кассельський | Вільгельм Гессен-Кассельський | Вільгельм Гессен-Кассельський | Вільгельм Гессен-Кассельський | Вільгельм Гессен-Кассельський |                          |                          | Луїза Шарлотта Данська   | Луїза Шарлотта Данська   | Луїза Шарлотта Данська | Луїза Шарлотта Данська | Луїза Шарлотта Данська | Луїза Шарлотта Данська |  |  | Микола I | Микола I | Микола I | Микола I | Микола I          | Микола I          |                   |                   | Шарлотта Пруська  | Шарлотта Пруська  | Шарлотта Пруська | Шарлотта Пруська | Шарлотта Пруська | Шарлотта Пруська |                |                | Йозеф Саксен-Альтенбурзький | Йозеф Саксен-Альтенбурзький | Йозеф Саксен-Альтенбурзький | Йозеф Саксен-Альтенбурзький | Йозеф Саксен-Альтенбурзький     | Йозеф Саксен-Альтенбурзький     |                                 |                                 | Амелія Вюртемберзька            | Амелія Вюртемберзька            | Амелія Вюртемберзька | Амелія Вюртемберзька | Амелія Вюртемберзька | Амелія Вюртемберзька |  |  |
|                             |                             |                             |                             |                             |                             |             |             |                                   |                                   |                                   |                                   |                                   |                                   |         |         |                               |                               |                               |                               |                               |                               |                          |                          |                          |                          |                        |                        |                        |                        |  |  |          |          |          |          |                   |                   |                   |                   |                   |                   |                  |                  |                  |                  |                |                |                             |                             |                             |                             |                                 |                                 |                                 |                                 |                                 |                                 |                      |                      |                      |                      |  |  |
|                             |                             |                             |                             | Крістіан IX                 | Крістіан IX                 | Крістіан IX | Крістіан IX | Крістіан IX                       | Крістіан IX                       |                                   |                                   |                                   |                                   |         |         |                               |                               |                               |                               | Луїза Гессен-Кассельська      | Луїза Гессен-Кассельська      | Луїза Гессен-Кассельська | Луїза Гессен-Кассельська | Луїза Гессен-Кассельська | Луїза Гессен-Кассельська |                        |                        |                        |                        |  |  |          |          |          |          | Костянтин Романов | Костянтин Романов | Костянтин Романов | Костянтин Романов | Костянтин Романов | Костянтин Романов |                  |                  |                  |                  |                |                |                             |                             |                             |                             | Александра Саксен-Альтенбурзька | Александра Саксен-Альтенбурзька | Александра Саксен-Альтенбурзька | Александра Саксен-Альтенбурзька | Александра Саксен-Альтенбурзька | Александра Саксен-Альтенбурзька |                      |                      |                      |                      |  |  |
|                             |                             |                             |                             | Крістіан IX                 | Крістіан IX                 | Крістіан IX | Крістіан IX | Крістіан IX                       | Крістіан IX                       |                                   |                                   |                                   |                                   |         |         |                               |                               |                               |                               | Луїза Гессен-Кассельська      | Луїза Гессен-Кассельська      | Луїза Гессен-Кассельська | Луїза Гессен-Кассельська | Луїза Гессен-Кассельська | Луїза Гессен-Кассельська |                        |                        |                        |                        |  |  |          |          |          |          | Костянтин Романов | Костянтин Романов | Костянтин Романов | Костянтин Романов | Костянтин Романов | Костянтин Романов |                  |                  |                  |                  |                |                |                             |                             |                             |                             | Александра Саксен-Альтенбурзька | Александра Саксен-Альтенбурзька | Александра Саксен-Альтенбурзька | Александра Саксен-Альтенбурзька | Александра Саксен-Альтенбурзька | Александра Саксен-Альтенбурзька |                      |                      |                      |                      |  |  |
|                             |                             |                             |                             |                             |                             |             |             |                                   |                                   |                                   |                                   |                                   |                                   |         |         |                               |                               |                               |                               |                               |                               |                          |                          |                          |                          |                        |                        |                        |                        |  |  |          |          |          |          |                   |                   |                   |                   |                   |                   |                  |                  |                  |                  |                |                |                             |                             |                             |                             |                                 |                                 |                                 |                                 |                                 |                                 |                      |                      |                      |                      |  |  |
|                             |                             |                             |                             |                             |                             |             |             |                                   |                                   |                                   |                                   | Георг I                           | Георг I                           | Георг I | Георг I | Георг I                       | Георг I                       |                               |                               |                               |                               |                          |                          |                          |                          |                        |                        |                        |                        |  |  |          |          |          |          |                   |                   |                   |                   |                   |                   |                  |                  | Ольга Романова   | Ольга Романова   | Ольга Романова | Ольга Романова | Ольга Романова              | Ольга Романова              |                             |                             |                                 |                                 |                                 |                                 |                                 |                                 |                      |                      |                      |                      |  |  |
|                             |                             |                             |                             |                             |                             |             |             |                                   |                                   |                                   |                                   | Георг I                           | Георг I                           | Георг I | Георг I | Георг I                       | Георг I                       |                               |                               |                               |                               |                          |                          |                          |                          |                        |                        |                        |                        |  |  |          |          |          |          |                   |                   |                   |                   |                   |                   |                  |                  | Ольга Романова   | Ольга Романова   | Ольга Романова | Ольга Романова | Ольга Романова              | Ольга Романова              |                             |                             |                                 |                                 |                                 |                                 |                                 |                                 |                      |                      |                      |                      |  |  |
|                             |                             |                             |                             |                             |                             |             |             |                                   |                                   |                                   |                                   |                                   |                                   |         |         |                               |                               |                               |                               |                               |                               |                          |                          |                          |                          |                        |                        |                        |                        |  |  |          |          |          |          |                   |                   |                   |                   |                   |                   |                  |                  |                  |                  |                |                |                             |                             |                             |                             |                                 |                                 |                                 |                                 |                                 |                                 |                      |                      |                      |                      |  |  |
|                             |                             |                             |                             |                             |                             |             |             |                                   |                                   |                                   |                                   |                                   |                                   |         |         |                               |                               |                               |                               |                               |                               |                          |                          |                          |                          |                        |                        | Костянтин              |                        |  |  |          |          |          |          |                   |                   |                   |                   |                   |                   |                  |                  |                  |                  |                |                |                             |                             |                             |                             |                                 |                                 |                                 |                                 |                                 |                                 |                      |                      |                      |                      |  |  |